# Русское кладбище в Ново-Дивееве
Ру́сское правосла́вное кла́дбище в Но́во-Дивее́ве (Кладбище Новодивеевского монастыря) — крупнейшее русское православное кладбище в США. Располагается при Ново-Дивеевском Успенском монастыре Русской Православной Церкви Заграницей в поселении Нануэт, штат Нью-Йорк. На начало 2025 года там было сделано более 9 000 захоронений.

## История
Начало кладбищу положил протопресвитер Адриан Рымаренко, прибывший в США в 1949 году и решивший основать на новом месте монастырь с кладбищем, домом для престарелых и госпиталем. Через несколько лет благодаря пожертвованиям была приобретена пустовавшая усадьба католического монастыря в Спринг-Уэлли. Стараниями протопресвитера Адриана было обустроено кладбище.
Было немало случаев, когда на монастырское кладбище привозили усопших из Франции, Бразилии, Марокко и других стран русского рассеяния.
Подавляющее большинство памятников на могилах весьма просты и чаще всего представляют собой каменный — гранитный или мраморный — русский православный крест. На Новодивеевском кладбище установлен памятник кадетам, сооружённый из чёрного мрамора и увенчанный позолоченным куполом с крестом. На его фасаде, в специальном углублении, на серой гранитной плите выбиты слова: «Кадетам на поле брани живот свой положившим, в смуте убиенным, в мире скончавшимся, и славному прошлому российских кадетских корпусов, взрастивших поколения верных сынов исторической России посвящают рассеянные по свету, но не расторгнутые кадеты. 1994».
На территории кладбища установлен мемориал памяти А. А. Власову и бойцам РОА, считается, что до начала 1990-х годов этот мемориал был единственный в мире.